# Józef Piela
Józef Piela (ur. 1926) – polski działacz partyjny i państwowy, wicewojewoda lubelski (1973–1975), wojewoda bialskopodlaski (1975–1982).
Z ramienia ZSL sprawował funkcję wicewojewody lubelskiego (1973–1975), następnie uzyskał nominację na funkcję wojewody bialskopodlaskiego (od 1 czerwca 1975 do 30 kwietnia 1982).